# تاریخ‌نگاری اسکندر مقدونی
تاریخ‌نگاری اسکندر مقدونی (انگلیسی: Historiography of Alexander the Great) منابع متعدد یونانی و لاتین باستانی در مورد «اسکندر مقدونی»، پادشاه مقدونیه باستان و همچنین برخی متون آسیایی وجود دارد. پنج حساب اصلی باقی مانده توسط آریان (مورخ)، پلوتارک، دیودور سیسیلی، کورتیوس (مورخ) و ژوستن (تاریخ‌نگار) هستند. علاوه بر این پنج مورد اصلی در منابع، «خلاصه متس» وجود دارد، یک اثر لاتین متأخر ناشناس که لشکرکشی‌های اسکندر را از گرگان (سرزمین) تا هند روایت می‌کند. موارد زیادی نیز به‌طور اتفاقی توسط نویسندگان دیگر، از جمله استرابون، آثنئیوس، پولیانوس، آلیان، و دیگران بازگو شده است. استرابون که خلاصه ای از کالیستنس را ارائه می‌دهد، منبع مهمی برای سفر اسکندر به سیوه است.